# Bay of Linton
Bay of Linton är en vik i Storbritannien.   Den ligger i kommunen Orkneyöarna och riksdelen Skottland, i den norra delen av landet, 900 km norr om huvudstaden London.